# Nastrosz topolowiec
Nastrosz topolowiec (Laothoe populi syn. Smerinthus populi) – owad z rzędu motyli. Skrzydła o rozpiętości 70–86 mm, jasnoszare do szaroróżowych, z wyraźnymi, falistymi przepaskami. Biała plamka na żyłce poprzecznej przednich skrzydeł. U nasady tylnych skrzydeł pole pokryte rudymi włoskami.
Owady dorosłe można spotkać od połowy kwietnia do połowy sierpnia. O ile zdarza się drugie pokolenie, występuje w sierpniu. Jaja są składane pojedynczo pod liśćmi. Gąsienice o ubarwieniu zielonym, niebieskawym lub żółtozielonkawym plamistym z różną ilością różnej wielkości, lecz symetrycznie rozłożonych brązowych plamek. Mają po bokach po 7 skośnych, jasnych pasków; pierwszy i ostatni z nich są najwyraźniejsze.

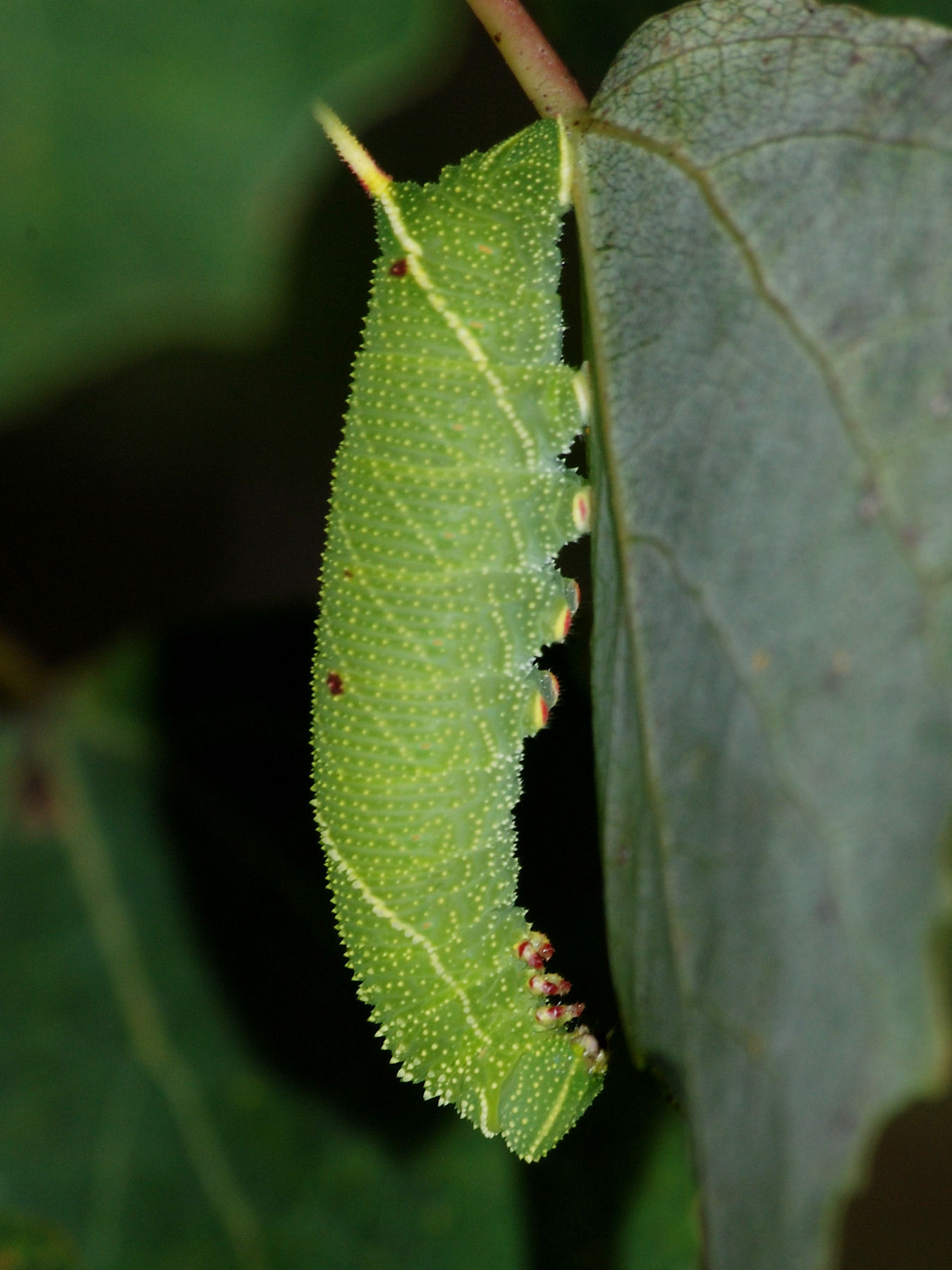
Gąsienica

Gąsienice żerują od czerwca do końca września. Podstawowymi roślinami żywicielskimi są różne gatunki topoli, dodatkowymi wierzby. Gąsienice przesiadują zawsze głową na dół pod spodem liścia rośliny żywicielskiej, trzymając się odnóżami głównego nerwu.
Gąsienice przepoczwarczają się w ziemi. Poczwarki są pękate, barwy ciemnobrunatnej i mają matową powierzchnię. Poczwarki zimują.
Typowe biotopy tego motyla to ogrody, lasy liściaste i mieszane oraz parki.